# Schaefferia lindbergi
Schaefferia lindbergi is een springstaartensoort uit de familie van de Hypogastruridae. De wetenschappelijke naam van de soort is voor het eerst geldig gepubliceerd in 1962 door da Gama.